# Rick Allen
Rick Allen (ur. 1 listopada 1963) – brytyjski perkusista rockowy, członek zespołu Def Leppard.
Gra jedną (prawą) ręką - w tragicznym wypadku samochodowym 31 grudnia 1984 roku za miastem Sheffield, gdy perkusista wypadł z samochodu dachującego przy dużej prędkości jego lewa ręka uległa bardzo poważnemu uszkodzeniu. Operacja mikrochirurgiczna nie była w stanie jej odtworzyć - została amputowana. Perkusista przy pomocy zestawu elektronicznego uczył się grać jedną ręką. Rick Allen doczekał się sygnowanych przez siebie pałek, firmy Ahead.
W 2019 roku nazwano na jego cześć gatunek pająka Extraordinarius rickalleni.